# SM U-20 (1912)
SM U-20 – niemiecki okręt podwodny (U-Boot) typu U-19 z czasów I wojny światowej, który zatopił między innymi liniowiec RMS Lusitania.

## Historia
Okręt zamówiony został 25 listopada 1910 w stoczni Kaiserliche Werft w Gdańsku. Stępkę położono 7 listopada 1911, wodowanie miało miejsce 18 grudnia 1912. Wcielony do służby 5 sierpnia 1913. Pierwszym dowódcą był Kptlt. Otto Dröscher, 16 grudnia 1914 zastąpił go Kptlt. Walther Schwieger. W skład jego uzbrojenia wchodziły torpedy G/7 kalibru 500 mm
Podczas 7 patroli bojowych U-20 zatopił 37 statków o łącznej pojemności 145 829 BRT i uszkodził dwa (2643 BRT).
4 listopada 1916 U-20 wpadł na mieliznę u wybrzeży Danii; następnego dnia został wysadzony przez swoją załogę.

### Zatopienie Lusitanii
7 maja 1915 U-20 patrolował wody u południowych wybrzeży Irlandii. Dowódca Walther Schwieger dostrzegł za pomocą peryskopu duży statek, który zidentyfikowano jako RMS „Lusitania”. Wystrzelono w jego kierunku jedną torpedę, która uderzyła w sterburtę na wysokości mostku. Chwilę potem nastąpiła kolejna, silna eksplozja. Statek zaczął szybko tonąć – zniknął z powierzchni morza po 18 minutach.
W wyniku zatonięcia liniowca śmierć poniosło ok. 1200 pasażerów i członków załogi, w tym 139 obywateli neutralnych wówczas Stanów Zjednoczonych.